# Pollyanna (film, 1960)

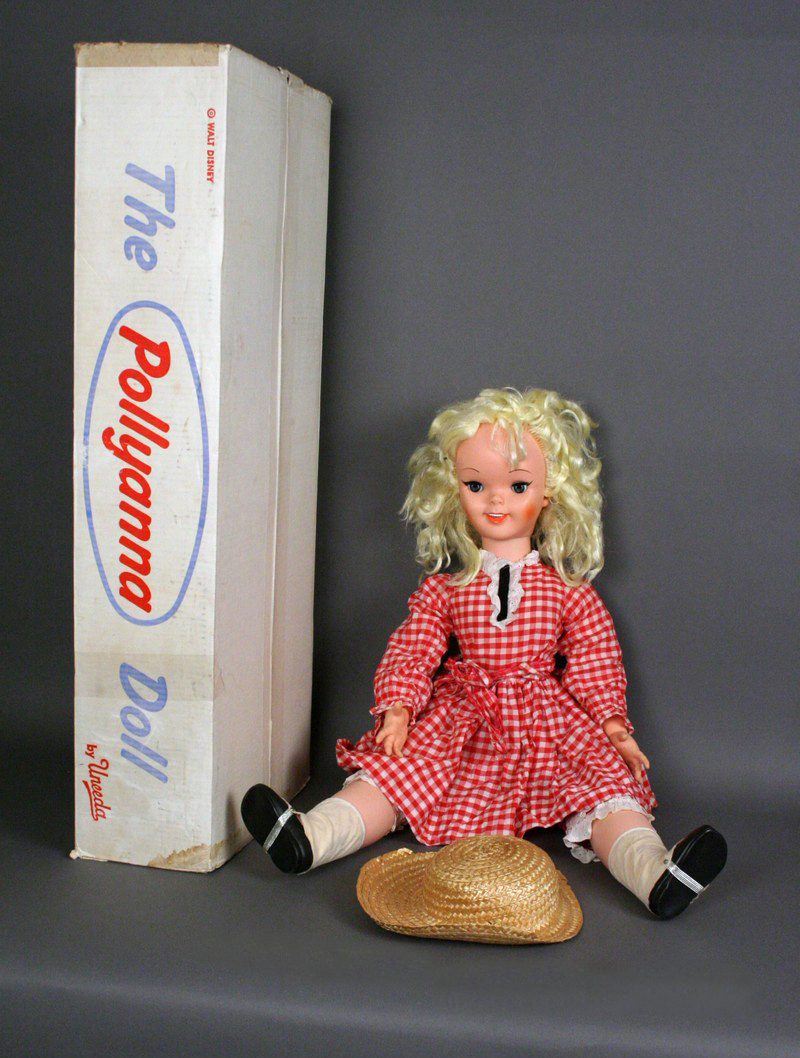
En Pollyannadocka för promoting av filmen.

Pollyanna är en amerikansk dramatisk barnfilm från 1960, skriven och regisserad av David Swift. Hayley Mills vann en Barn-Oscar för sin rollprestation. Filmen spelades in på Mableton Mansion i Santa Rosa, Kalifornien och hade svensk premiär den 30 januari 1961.

## Rollista
- Hayley Mills - Pollyanna Whittier
- Jane Wyman - Moster Polly Harrington
- Richard Egan - Dr. Edmond Chilton
- Nancy Olson - Nancy Furman
- Karl Malden - pastor Ford
- Adolphe Menjou - Mr Pendergast
- Donald Crisp - Mayor Karl Warren
- Agnes Moorehead - Mrs Snow
- Kevin Corcoran - Jimmy Bean
- James Drury - George Dodds
- Reta Shaw - Tillie Lagerlof
- Leora Dana - Mrs Paul Ford
- Anne Seymour - Mrs Amelia Tarbell
- Edward Platt - Ben Tarbell
- Mary Grace Canfield - Angelica
- Jenny Egan - Mildred Snow
- Gage Clarke - Mr Murg
- Ian Wolfe - Mr Neely
- Nolan Leary - Mr Thomas
- Edgar Dearing - Mr Gorman